# Prionocera setosa
Prionocera setosa är en tvåvingeart som beskrevs av Bo Tjeder 1948. Prionocera setosa ingår i släktet Prionocera och familjen storharkrankar. Det är osäkert om arten förekommer i Sverige. Inga underarter finns listade i Catalogue of Life.